# Орфей (радиостанция)
Радиоста́нция «Орфе́й» — российская государственная радиостанция классической музыки. Входит в состав ФГБУ «Российский государственный музыкальный телерадиоцентр».

## История
Запущена Гостелерадио СССР на ультракоротких волнах (УКВ) 1 августа 1960 года как «Четвёртая программа Всесоюзного радио». С 1 января 1991 г. переименована в "Радио «Орфей». С 27 декабря 1991 г. в составе РГТРК «Останкино». Основатель и первый генеральный директор радиостанции — Ольга Громова, руководила радиостанцией до декабря 2002 года.
8 июня 1996 года было создано Государственное учреждение РС «Орфей», которому перешла частота прежней одноимённой радиостанции.
27 июня 1998 года включена в составе ВГТРК. 9 сентября 2002 года выведена из ВГТРК и присоединена к Российскому государственному музыкальному телерадиоцентру.

## Формат
Основу вещания радиостанции «Орфей» составляет классическая музыка: от академических жанров до авангарда. Основное направление деятельности радиостанции — популяризация и продвижение академической классической музыки.
В программе представлены сочинения композиторов разных стран, эпох и стилей. Программы «Орфея» включают также духовную музыку, фольклор, джаз, классическую оперетту.
Радиостанция осуществляет прямые трансляции из российских и мировых концертных залов. Современная музыкальная жизнь представлена встречами с выдающимися музыкантами и деятелями культуры, обсуждениями насущных проблем академического искусства, интерактивными программами со слушателями, розыгрышами призов, выпусками новостей, а также репортажами и интервью.
Радиостанция выступает и как продюсерский центр, организуя концерты в Большом и Малом залах Московской государственной консерватории, в Концертной студии Дома радио и других залах Москвы.
Немалое место в деятельности радиостанции «Орфей» занимает участие в подготовке и проведении различных мероприятий с их обязательной трансляцией в эфире, организуемых совместно с зарубежными учреждениями культуры и дипломатическими представительствами. Об этом рассказывает в интервью Ольга Громова.
Евгений Александрович Примаков слушал «Орфей»: я с ним беседовала, он очень нам помог. Валентина Ивановна Матвиенко тоже наш слушатель, она фактически спасла радиостанцию в 1999 году. Геннадий Андреевич Зюганов отстоял «Орфей» в 1996-м, и всегда помогал Станислав Сергеевич Говорухин — ему отдельная моя вечная благодарность! Я много раз видела на концертах классической музыки тех, кто сейчас находится у руля нашей страны. Это высокообразованные, культурные люди. И отсюда тоже рождается мой оптимизм.
До 2005 года радиостанция «Орфей» осуществляла вещание с помощью дикторов, которые объявляли музыкальные произведения (музыкальные произведения звучали целиком) и передачи. С 1 ноября 2005 года вместо дикторов появились ведущие.
Многие мировые звезды сотрудничают с радиостанцией: ведущей передачи «Балет FM» является Илзе Лиепа; передачу «Гримёрка Орфея» ведёт Аскар Абдразаков; Лариса Гергиева ведёт передачи «В гостях у Ларисы Гергиевой» и «Легендарные певцы императорских театров»; Владимир Молчанов ведёт передачу «Рандеву с дилетантом». В разное время ведущими передач были А. Журбин, В. Яковенко, В. Дашкевич, М. Воскресенский.
Время вещания на средних и ультракоротких волнах к 2008 году достигло 18 часов в сутки (с 6:00 до 24:00 МСК). После начала вещания в Москве в FM-диапазоне стала работать круглосуточно.
Также в состав ФГБУ РГМЦ (Российский государственный телерадиоцентр) входят музыкальные коллективы: симфонический оркестр радио «Орфей» (художественный руководитель и главный дирижёр Сергей Кондрашев), Академический Большой концертный оркестр им. Ю. В. Силантьева (художественный руководитель и главный дирижёр Александр Клевицкий), Академический хор русской песни (художественный руководитель Николай Азаров), Академический Большой хор «Мастера хорового пения» (художественный руководитель Лев Конторович), Ансамбль народных инструментов «Финист балалайка» (под управлением художественного руководителя и дирижёра Игоря Обликина), вокальная группа «A’cappellaExpreSSS», биг-бенд «Орфей» (художественный руководитель Игорь Кантюков), солист радиостанции «Орфей» Андрей Солод и «Солод Бэнд».
Радиостанция выступает и как продюсерский центр, организуя концерты в Большом и Малом залах Московской государственной консерватории, в концертной студии дома радио и других залах Москвы.
Радио «Орфей» является членом Европейского вещательного союза (EBU), благодаря чему имеет доступ к трансляциям из «Ла Скала», «Ковент-Гарден», «Метрополитен-опера», оперы Бастилии и других мировых театров. Также представляет Россию в области классической музыки в ЮНЕСКО и входит в состав жюри международной премии классической музыки International Classical Music Awards (ICMA).

## Вещание
В Москве с 2008 г. радио «Орфей» транслируется на частоте FM 99,2 МГцFM (выиграна на конкурсе Федеральной конкурсной комиссии в апреле 2007 года).
С 1970-х годов по 1 января 2013 года в Москве для вещания использовалась частота 72,14 МГц;УКВ а также 738 и 1359 кГц (СВ).
В 1991 г. началось вещание в Волгограде (1161 кГц) СВ Туле, Перми, Екатеринбурге, в 1992 г. — в Липецке, в 2009 г. — в Кургане, в 2012 г. — в Смоленске

### Наземное вещание
На 27 ноября 2024 года осуществляется вещание в следующих городах:
| Населённый пункт | Частота (МГц) | Частота (МГц) | Мощность передатчика, кВт |
| Населённый пункт | FM            | УКВ           | Мощность передатчика, кВт |
| ---------------- | ------------- | ------------- | ------------------------- |
| Волгоград        | 87,5          | —             | 2                         |
| Владивосток      | (ПЛАН) 92,3   | —             | —                         |
| Евпатория        | (ПЛАН) 94,3   | —             | —                         |
| Екатеринбург     | (ПЛАН) 90,2   | 69,92         | 1                         |
| Калининград      | (ПЛАН) 88,8   | —             | —                         |
| Керчь            | (ПЛАН) 90,7   | —             | —                         |
| Курган           | 106,0         | —             | 1                         |
| Липецк           | 96,1          | 70,07         | 1                         |
| Москва           | 99,2          | —             | 5                         |
| Нижний Новгород  | 88,8          | —             | 1                         |
| Новосибирск      | 88,6          | —             | 1                         |
| Пермь            | 93,5          | 66,80         | 0,25                      |
| Санкт-Петербург  | 97,6          | 71,66         | 5                         |
| Смоленск         | 104,3         | —             | 0,5                       |
| Севастополь      | (ПЛАН) 98,5   | —             | —                         |
| Симферополь      | (ПЛАН) 95,8   | —             | —                         |
| Сочи             | 99,3          | —             | 1                         |
| Тула             | 92,1          | —             | 1                         |
| Хабаровск        | 91,8          | —             | —                         |
| Феодосия         | (ПЛАН) 97,5   | —             | —                         |
| Ялта             | (ПЛАН) 88,2   | —             | —                         |

Вещание прекращено: в Москве на частоте 72,14 МГц (с января 2013 года), на частотах 738 и 1152 кГц (с июня 2005 года); в Санкт-Петербурге на частоте 1125 кГц (с июля 2012 года — переведено на УКВ). В Саратове «Орфей» прекратил своё вещание на 3-й кнопке проводного вещания. Полностью прекращено вещание в Казани на частоте 88,9 МГц (с июня 2015 года) .
В Туле 26 сентября 2023 года частота вещания изменена с 71,93 МГц на 92,1 МГц.

### Вещание со спутника
Радио «Орфей» вещает со спутника «Ямал-601», находящегося на геостационарной орбите в точке стояния 49,0° восточной долготы. Параметры сигнала: частота 3743L, S/R 34075 kbps. FEC 3/4, наименование канала — Radio CH10. Сигнал со спутника используется для организации наземного вещания. Радиостанция «Орфей» доступна подписчикам радиопакета спутникового вещания «Триколор ТВ».

### Вещание в интернете
Радио «Орфей» вещает в интернете по адресу, а также на сайтах партнёров.

## Медиапроекты
В 2021 году «РГМЦ» организовал презентацию новой медиаплатформы под эгидой «Орфея». На портале orpheus.ru стали доступны архив видеозаписей и нотная библиотека.

## Ведущие
- Алексей Барабанов
- Роман Берченко
- Михаил Брызгалов
- Александр Васькин
- Лариса Гергиева
- Евгений Жаринов
- Ирина Кленская
- Фаина Коган
- Ольга Кордюкова
- Никита Курочко
- Самира Латып
- Екатерина Мечетина
- Владимир Молчанов
- Елена Новосельская
- Александр Островский
- Мария Остроухова
- Алексей Панов
- Кирилл Радциг
- Николай Рыбинский
- Наталия Сергеева
- Марина Сёмина
- Ольга Сирота
- Алексей Сканави
- Йосси Тавор
- Анатолий Токмаков
- Ирина Тушинцева
- Станислав Харламов

## Награды
13 января 2015 года «Российский государственный музыкальный телерадиоцентр» был награждён Премией Правительства Российской Федерации в области СМИ за продвижение радиоканала «Орфей».